# Os Descendentes
The Descendants (br/pt: Os Descendentes) é um filme norte-americano de 2011, dirigido por Alexander Payne. O roteiro foi escrito por Payne, Nat Faxon e Jim Rash, baseado no livro de Kaui Hart Hemmings.

## Sinopse
Matt King (George Clooney) é um advogado, descendente de uma família importante do Havaí, que possui uma grande e cobiçada parte de terra ainda virgem, com 25.000 acres. Entre os diversos primos herdeiros, ele é o depositário fiel dos direitos sobre a propriedade. Elizabeth, sua esposa, sofre um acidente com um barco motorizado e fica em coma. King tem então de enfrentar diversos desafios. Enquanto torce pela recuperação da esposa, ele tem que educar a filha pequena e lidar com a mais velha, rebelde e desgarrada.
Não bastasse tudo isso, Matt ainda é pressionado pelos primos, que querem vender as terras, em virtude de uma lei que impôs um prazo de 7 anos para se desfazerem da terra (que lhes foi concedida), sob pena de complicações futuras.
No meio deste turbilhão, ele descobre que Elizabeth estava tendo um caso com outro homem chamado Brian Speer (Matthew Lillard), um agente imobiliário, fato que o faz repensar em uma série de coisas enquanto é marido, pai e chefe de família.

## Elenco
- George Clooney... Matt King
- Shailene Woodley... Alexandra "Alex" King
- Judy Greer... Julie Speer
- Beau Bridges... Primo Hugh
- Nick Krause... Sid
- Amara Miller... Scottie King
- Matthew Lillard... Brian Speer
- Robert Forster... Scott Thorson
- Patricia Hastie... Elizabeth King
- Mary Birdsong... Kai Mitchell
- Rob Huebel... Mark Mitchell
- Milt Kogan... Dr. Johnston
- Laird Hamilton... Troy Cook
- Michael Ontkean... Primo Milo
- Matt Corboy... Primo Ralph

## Prêmios e indicações
Oscar
| Ano  | Categoria               | Notas                                 | Resultado |
| ---- | ----------------------- | ------------------------------------- | --------- |
| 2012 | Melhor filme            | The Descendants                       | Indicado  |
| 2012 | Melhor diretor          | Alexander Payne                       | Indicado  |
| 2012 | Melhor ator             | George Clooney                        | Indicado  |
| 2012 | Melhor roteiro adaptado | Alexander Payne, Jim Rash e Nat Faxon | Venceu    |
| 2012 | Melhor edição           | Kevin Tent                            | Indicado  |

Globo de Ouro
| Ano  | Categoria                      | Notas                                 | Resultado |
| ---- | ------------------------------ | ------------------------------------- | --------- |
| 2012 | Melhor filme dramático         | The Descendants                       | Venceu    |
| 2012 | Melhor diretor                 | Alexander Payne                       | Indicado  |
| 2012 | Melhor ator em filme dramático | George Clooney                        | Venceu    |
| 2012 | Melhor atriz coadjuvante       | Shailene Woodley                      | Indicado  |
| 2012 | Melhor roteiro                 | Alexander Payne, Jim Rash e Nat Faxon | Indicado  |

### Prémio Critics' Choice
| Ano  | Categoria                | Indicação        | Notas    |
| ---- | ------------------------ | ---------------- | -------- |
| 2012 | Melhor Filme             | Os Descendentes  | Indicado |
| 2012 | Melhor Diretor           | Alexander Payne  | Indicado |
| 2012 | Melhor Ator Principal    | George Clooney   | Venceu   |
| 2012 | Melhor Atriz Coadjuvante | Shailene Woodley | Indicado |
| 2012 | Melhor Jovem Atriz       | Shailene Woodley | Venceu   |

### Screen Actos Guild
| Ano  | Categoria             | Indicação                                                                                   | Notas    |
| ---- | --------------------- | ------------------------------------------------------------------------------------------- | -------- |
| 2012 | Melhor Ator Principal | George Clooney                                                                              | Indicado |
| 2012 | Melhor Elenco         | George Clooney, Shailene Woodley, Beau Bridges, Robert Forster, Judy Greer, Matthew Lillard | Indicado |

### Satellite Awards
| Ano  | Categoria                | Indicação                                                                                   | Notas    |
| ---- | ------------------------ | ------------------------------------------------------------------------------------------- | -------- |
| 2012 | Melhor Ator Filme        | Os Descendentes                                                                             | Indicado |
| 2012 | Melhor Diretor           | Alexander Payne                                                                             | Venceu   |
| 2012 | Melhor Ator Principal    | George Clooney                                                                              | Indicado |
| 2012 | Melhor Atriz Coadjuvante | Shailene Woodley                                                                            | Indicado |
| 2012 | Melhor Atriz Coadjuvante | Judy Greer                                                                                  | Indicado |
| 2012 | Melhor Elenco em Cinema  | George Clooney, Shailene Woodley, Beau Bridges, Robert Forster, Judy Greer, Matthew Lillard | Indicado |